# Bruno García de la Parra
Bruno García de la Parra, más conocido como Orejita (mejor que Orejitas) fue un guerrillero carlista español partícipe en la tercera guerra carlista, al que no hay que confundir con su cuasi homónimo tío Antonio García de la Parra, también guerrillero carlista y más famoso (lo nombran incluso Benito Pérez Galdós y George Borrow), igualmente conocido como "Orejita", caído en El Hoyo de Mestanza en 1838 durante la Primera.
Era vecino de Moral, donde armó un grupo para propiciar la tercera guerra carlista; el 25 de julio de 1869 publicó bandos en Calzada de Calatrava, lugar del que era natural su tío, para recoger armas, caballos y pertrechos, además de alistar algunos conciudadanos a su causa, incluso por la fuerza (estos por lo general desertaron luego). Así se recoge en la causa seguida en el juzgado de Ciudad Real contra Basilio Romero Romero y otros sesenta y cinco individuos sobre rebelión carlista ciudarrealeña de 1869 exhumada por Juan Bautista Vilar.